# 10.º Escuadrón de la RAF (Reino Unido)
El 10.º Escuadrón es un escuadrón de la Royal Air Force. El escuadrón sirvió en varios roles (observación, bombardeos y transporte de tropas). Hoy, el escuadrón opera el Airbus Voyager KC2/3 desde 2011.

## Historia

### Formación y primeros años
Formado, como parte de la Royal Flying Corps, el 1.º de enero de 1915, durante la Primera Guerra Mundial, con base en el aeropuerto de Farnborough, Hampshire, el 10.º escuadrón sirvió en el Frente Occidental con funciones de bombardeo, utilizando variedades de tipos de aviones. Como muchos escuadrones de la época, fue disuelto al finalizar la guerra.

### Reactivación y Segunda Guerra Mundial
El escuadrón fue reactivado el 3 de enero de 1928, con función de bombardeo nocturnos utilizando aviones Handley Page Hyderabad, desde la base de la RAf en Upper Heyford, para luego ser trasladado, en 1931, a la base de la RAF en Boscombe Down, y posteriormente, en 1934, a la base de la RAF en Dishforth, como parte del recientemente creado 4.º Grupo del Mando de Bombardeo de la RAF. Durante este período el escuadrón operó varios tipos de aviones, que incluyen Handley Page Hinaidi, Vickers Virginia, Handley Page Heyford, y, empezando la Segunda Guerra Mundial, como la primera unidad en utilizar aviones Armstrong Whitworth Whitley. En diciembre de 1941, el escuadrón fue reequipado con aviones Handley Page Halifax. El 8 de julio de 1940 fue transferido a la base de la RAF en Leeming, Yorkshire, y el 19 de agosto de 1942, a la base de la RAF en Melbourne, Yorkshire.

### En el Mando de Transporte
Finalizada la Segunda Guerra Mundial en 1945, el escuadrón pasó cuatro años con el Mando de Transporte de la RAF, volando aviones Dakota, primero en India, y después, posterior a su desactivación desde el 20 de diciembre de 1947 hasta el 4 de octubre de 1948 (cuando el 238.º Escuadrón fue reenumerado como el 10.º Escuadrón), en Europa, participando del Bloqueo de Berlín hasta su disolución, el 20 de febrero de 1950.

### De vuelta al mando de Bombardeos
El 10.º escuadrón retomó sus funciones de bombardeos en los años 50 y los primeros años de los años 60, durante la Guerra del Sinaí, equipado desde su reactivación el 15 de enero de 1953, con aviones Canberra, desde la base de la RAF en Scampton, hasta que fue nuevamente disuelto cuatro años después, el 15 de enero de 1957. Fue reactivado en la base de la RAF en Cottesmore el 15 de abril de 1958, volando aviones Vickers Victoria, hasta su nueva disolución, el 1 de marzo de 1964.

### De vuelta a su función de transporte
El 1 de julio de 1966, fue reformado nuevamente, y fue el primero en recibir los nuevos aviones Vickers VC10 C.1, volviendo a prestar servicios de transporte aéreo, desde la base de la RAF en Faiford. posteriormente la unidad fue trasladada a la base en Brize Norton, donde permaneció hasta su disolución definitiva en el 2005. Los aviones C.1 se diferenciaban de posteriores Vickers VC10 de la RAF, en que fueron liberados al servicio, recién construidos, para funciones de transporte estratégicos. Los modelos K.2, K.3 and K.4 se convirtieron todos en aviones para el transporte de personas.
Catorce C.1 fueron entregados al 10.º escuadrón entre 1966 y 1967. El C.1 era una variante de los aviones civiles Standard VC10, con las alas y un motor más poderoso que el del Súper VC10. El C.1 podía llevar 139 pasajeros en asientos orientados hacia atrás, ocho pallets estándar o hasta 78 camillas para evacuación médica.
El poderoso piso del C.1 le permitió transportar 1.000 libras de bombas para los aviones Tornado GR1 utilizados durante la Guerra del Golfo, transportando cada avión 50 bombas por vuelo. Durante la guerra, el 10.º escuadrón voló 1,326 misiones en más de 5.000 horas de vuelo. El escuadrón también tomó parte en la mayoría de las otras operaciones de las fuerzas británicas, incluyendo la guerra de Malvinas de 1982 y la guerra de 2003 en Irak.
El escuadrón operaba los aviones Vickers VC10 C.1 desde la base de la RAF en Brize Norton, Oxfordshire. Inicialmente cumpliendo funciones de transporte, la flota de VC10 C.1 fue modificado para que asuma roles de reabastecimiento en vuelo, con la instalación de bocas de reabastecimiento colocados en las alas. Con la modificación el modelo fue conocido como C.1(K).
El papel más visible que han llevado a cabo los VC10 C.1 del 10.º escuadrón fueron en el de transporte VIP y las evacuaciones aeromédicas. En el papel de los VIP C1s han transportado a la Familia Real Británica, Ministros de gobierno y Primeros Ministros, a todo el mundo. Posteriormente, la función de transporte VIP fr los VC10 fue eliminado, para ser llevado a cabo por aviones 767 de la aerolínea British Airways, y por aviones BAe 146 de la RAF. Sin embargo, el ex primer ministro Tony Blair volvió a lOS VC10 para los vuelos más sensibles, en particular durante su diplomacia con Pakistán y el Medio Oriente después de los ataques del 11 de septiembre de 2001.
La racionalización de la fuerza de los VC10 se inició con el retiro de los modelos K.2 del 101.º Escuadrón en el 2003, y con los C.1(K) del 10.º escuadrón, que fue disuelto en octubre de 2005.
En 2011, con el cierre de la base de la RAF en Lyneham y la transferencia de los aviones Hércules a la base en Brize Norton, se anunció que el 10.º escuadrón se reformaría para el año 2012, como el primer operador del nuevo Airbus Voyager, que se previó entraría en servicio a finales de 2011.